# Suan Luang
Suan Luang est l'un des 50 khets de Bangkok, Thaïlande.